# Мари-Килемары
Мари-Килемары (мар. Мары Килемар) — деревня в Килемарском районе Республики Марий Эл России. Входит в состав городского поселения Килемары.

## Этимология
Поселение возникло в XVI веке и изначально называлась просто Килемары. Добавление Мари появилось в момент образования поселение Килемары, которое было образована XIX веке русскими переселенацми. Само же слово Килемары понимается как «килейские мари» (также как и Кокшамары — «кокшайские мари»), то есть Килемары — «мари, живущие на реке Килей» (река Килей ныне известна как Килемарка). В свою очередь гидроним имеет финно-угорское происхождение, где ки — «камень» (мар. ку, мокш. и эрз. кев, фин. kivi) и мокш. лей — «река, оварг с источником».

## История
Возникновение деревни связано с трагическими событиями в период царствования Ивана Грозного, в частности, когда весной 1556 года за две недели были опустошены марийские селения левобережной Волги, а выступления местного населения жестоко подавлены, после чего часть жителей стала расселяться вверх по рекам Ветлуге, Рутке, Большому Кундышу. 
Первые жители деревни занимались рыбной ловлей, охотой, бортничеством, а позже — земледелием. Расчищали леса под пашню, луга п пастбища. По данным экономических примечаний, в 1804 году в деревне числилось 13 дворов.
В 1931 году деревня Мари-Килемары Ломбенурского сельсовета была передана из Санчурского в Горномарийский район.
В 1939 году в деревне проживали 128 человек в 23 хозяйствах, в том числе 51 мужчина, 77 женщин, по национальности мари. В 1941 году в 28 дворах проживали 130 человек.
Имеется автобусное сообщение с районным центром, поселком Килемары.

## География
Деревня находится в западной части республики, в зоне хвойно-широколиственных лесов, на правом берегу реки Шумки, при автодороге 88К-006, на расстоянии примерно 2 километров (по прямой) к северо-северо-западу (NNW) от посёлка городского типа Килемары, административного центра района. Абсолютная высота — 102 метра над уровнем моря.

### Климат
Климат характеризуется как континентальный, умеренно влажный. Среднегодовая температура воздуха — 3,3 °С. Средняя температура воздуха самого тёплого месяца (июля) — 18,9 °C (абсолютный максимум — 38 °C); самого холодного (января) — −12,4 °C (абсолютный минимум — −47 °C). Продолжительность устойчивых морозов в среднем 127 дней. Среднегодовое количество атмосферных осадков составляет 518 мм, из которых около 70 % выпадает в период с апреля по октябрь. Снежный покров держится в течение 156 дней.

### Часовой пояс
Деревня Мари-Килемары, как и вся Марий Эл, находится в часовой зоне МСК (московское время). Смещение применяемого времени относительно UTC составляет +3:00.

## Население
| 2010 |
| ---- |
| 15   |

### Национальный состав
Согласно результатам переписи 2002 года, в национальной структуре населения марийцы составляли 85 % из 20 чел.